# Baja Mali Knindža
Baja Mali Knindža (en alfabeto cirílico: Баја Мали Книнџа), cuyo nombre real es Mirko Pajčin (Мирко Пајчин), es un cantautor serbio de música folk. 
A menudo se le asocia a la escena de la música turbo folk, pero en realidad él es muy crítico con esa forma de música. Es el primo de la fallecida cantante serbia Ksenija Pajčin. Baja nació el 13 de octubre de 1966 en el pueblo de Gubin, cerca de Livno, Bosnia y Herzegovina, en aquel entonces perteneciente a la República Federal Socialista de Yugoslavia.

## Biografía
Escribió su primera canción mientras estaba en casa de Momčilo Đujić en Krčič. La canción es famosa, y se llama "Nema Raja, bez rodnoga kraja" (No hay paraíso sin el lugar donde has nacido).
Baja Mali Knindža no debe confundirse con Nedeljko Bajić Baja, quien es un conocido cantante de turbo folk. Baja Mali Knindža canta canciones chetnik y odas al alcohol, como por ejemplo "Duni, vjetre, malo preko jetre" (Sopla, viento, a través del hígado). Baja es famoso por sus canciones nacionalistas de apoyo a los serbios durante las guerras yugoslavas. Se ganó la simpatía del pueblo serbio. Su primer éxito fue Bpaти се Војводо/Duque, vuelve. En esta canción apeló al héroe serbio y comandante chetnik Momčilo Đujić, para que volviera a las áreas de la Krajina y ayudara a crear la Gran Serbia. Él dijo que nunca volvería a Croacia debido a la "Ustasha"  que quemó su casa y profanó las tumbas de sus predecesores.
Las actuaciones de Baja en Zmijanje cerca de Banja Luka, a mediados de agosto de cada año, atrae a decenas de miles de personas. Desde la caída de la Krajina, Baja Mali Knindža ha escrito muchas canciones sobre su sueño de que el pueblo serbio vuelva a vivir en los territorios recontrolados por los croatas durante el éxodo serbio de Croacia. Sus canciones también expresan la angustia de vivir sin su tierra. Muchas de ellas se convirtieron instantáneamente en éxitos, como por ejemplo "Ne rodila ni njivo ni šljivo". He aquí un ejemplo de las letras de la canción:
Не родила ни ,њиво, ни ,шљиво, / Ni las ciruelas ni los campos han crecido
И све вам сe oсушило живо! / y todo se ha secado, delante tuyo
Што садили, ништа не родило! / Cualquier cosa que plantes, nada de ello crecerá
Хеј , душмани, проклето вам било! / ¡Oh, enemigos, odiados para siempre!
Escribió canciones para muchas bandas tradicionales de folk como Jandrino Jato, Sinovi Manjače, Zvuci Tromeđe y Srpski Talibani. Se dice que apoya el Partido Radical Serbio pero no los ha promocionado durante las elecciones. Él ha dicho que participaría gobernando el PRS.

## Vida personal
Baja vive con su esposa, tres hijas y un hijo en Novi Beograd. Conduce un viejo Grand Cherokee. Además de su idioma natal, también habla inglés y ruso. Sus padres viven en una casa recientemente construida en Surčin.

## Controversia
Baja Mali Knindža produce controversia debido a su nacionalismo, que a menudo es visto por los bosníacos y croatas como un 'discurso de odio'. Muchas de sus canciones está prohibidas en las partes musulmanas de Bosnia y Croacia debido a que canta en contra de sus líderes de guerra. Por ejemplo, su canción "Ne volim te Alija" describe su fuerte odio hacia el presidente bosnio durante el tiempo de guerra Alija Izetbegović e incluye las siguientes letras:
Не волим те, Алија, / No me gustas Alija
Зато што си балија / Porque eres un Balija (término despectivo para referirse a los musulmanes)
Срушио си миран сан / Rompiste un sueño en paz
En una canción, canta "Ћути, ћути, ујко, убићу те ја" / cállate, cállate uiko (apodo para los Ustašas, fascistas croatas de la Segunda Guerra Mundial), Te mataré. También ha cantado "Ја не волим људе те, који воле ХДЗ"—No me gusta esa gente, a la que le gusta la UDC (un partido político de extrema derecha), e incluyó "Јебала их шаховница" "que le jodan su šahovnica" (šahovnica literalmente significa tablero de ajedrez, pero en este contexto se refiere al escudo de armas de Croacia, que es un damero a cuadrados blancos y rojos).

## Discografía

### En solitario
- 1991: Ne dam Krajine / Не дам Крајине
- 1992: Stan'te paše i Ustaše / Стан'те паше и усташе
- 1993: Živjeće ovaj narod / Живјеће овај народ
- 1993: Све за српство, српство низашта
- 1993: Uživo sa braćom Bajić, Rašom Pavlovićem, i Goricom Ilić / Уживо са браћом Бајић Рашом Павловићем и Горицом Илић
- 1994: Još se ništa ne zna / Још се ништа не зна
- 1994: Rat i mir / Рат и мир
- 1994: Kockar bez sreće / Коцкар без среће
- 1994: Pobijediće istina / Побиједиће истина
- 1995: Igraju se delije / Играју се делије
- 1995: Idemo Dalje / Идемо даље
- 1996: Zbogom oružje / Збогом оружје
- 1997: Ne dirajte njega / Не дирајте њега
- 1998: Povratak u budućnost / Повратак у будућност
- 1998: Srpskim radikalima / Српским радикалима
- 1999: Biti il ne Biti / Бити ил не бити
- 1999: Život je tamo / Живот је тамо
- 2000: Zaljubljen i mlad / Заљубљен и млад
- 2001: Đe si legendo / Ђе си легендо
- 2002: Zbogom pameti / Збогом памети
- 2003: Baja Mali Knindža: uživo / Уживо
- 2003: Luda Žurka - uživo / Луда журка - уживо
- 2006: Za kim zvona zvone /За ким звона звоне
- 2007: Gluvi barut / Глуви барут

### Con la banda Braća sa Dinare
- 1994: Goki i Baja bend / Гоки и Баја бенд
- 1995: Bila jednom jedna zemlja / Била једном једна земља
- 1996: Plači voljena zemljo / Плачи вољена земљо
- 1997: Ja se svoga, ne odričem groba / Ја се свога, не одричем до гроба
- 1998: Idemo do kraja / Идемо до краја